# 彭日成
彭日成（Danny Pang，1966年12月15日—2009年9月12日），出生於台灣，為著名保盛豐集團（PEMG, Private Equity Management Group, Inc）的老闆，他因為以龐氏騙局詐騙投資人數億元，有如NASDAQ前主席伯納德·馬多夫的翻版，而有「台灣馬多夫」或「台版馬多夫」之稱。
彭日成中學時到美國求學、定居，在加利福尼亚州大学欧文分校上過暑期課程。